# Upper Clapton
Upper Clapton est un district du Borough londonien de Hackney. Il est bordé par la rivière Lea à l'est et la frontière avec Lower Clapton au sud. Ni Upper Clapton ni l'ensemble de la région de Clapton n'ont jamais été une localité administrative et, par conséquent, leur étendue n'a jamais été officiellement déterminée.